# Зіболківська сільська рада
| Зіболківська сільська рада — орган місцевого самоврядування у Жовківському районі Львівської області з адміністративним центром у с. Зіболки. Історична дата утворення: в 1946 році. Водоймища на території, підпорядкованій даній раді: річка Желдець. Сільській раді підпорядковані населені пункти: - с. Зіболки - с. Блищиводи - с. Великі Передримихи - с. Гори - с. Дернівка - с. Малі Передримихи - с. Нагірці - с. Чистопілля |

## Склад ради
Рада складається з 20 депутатів та голови.

### Керівний склад ради
| ПІБ                              | Основні відомості                                                                | Дата обрання | Дата звільнення |
| -------------------------------- | -------------------------------------------------------------------------------- | ------------ | --------------- |
| Купновицький Орест Володимирович | Сільський голова, 1949 року народження, освіта, безпартійний                     | 26.03.2006   | 31.10.2010      |
| Гусак Олег Миронович             | Сільський голова, 1971 року народження, освіта вища, член Народного Руху України | 31.10.2010   |                 |

Примітка: таблиця складена за даними джерела